# Сельское поселение «Жидкинское»
Се́льское поселе́ние «Жидкинское» — муниципальное образование в Балейском районе Забайкальского края Российской Федерации.
Административный центр — село Жидка.

## История
Статус и границы сельского поселения установлены Законом Читинской области от 19 мая 2004 года «Об установлении границ, наименований вновь образованных муниципальных образований и наделении их статусом сельского, городского поселения в Читинской области».

## Население
| 2010 | 2011 | 2012 | 2013 | 2014 | 2015 | 2016 |
| ---- | ---- | ---- | ---- | ---- | ---- | ---- |
| 694  | ↘690 | ↘670 | ↘635 | ↘620 | ↘605 | ↘600 |
| 2017 | 2018 | 2019 | 2020 | 2021 |      |      |
| ↘591 | ↘579 | ↘568 | ↘549 | ↘545 |      |      |

## Состав сельского поселения
| № | Населённый пункт | Тип населённого пункта       | Население |
| - | ---------------- | ---------------------------- | --------- |
| 1 | Жидка            | село, административный центр | ↘268      |
| 2 | Колобово         | село                         | ↘239      |
| 3 | Усть-Ягьё        | село                         | ↘46       |